# ハリコレ
『ハリコレ』は、2008年10月11日から2011年3月19日までテレビ朝日が深夜に編成していた海外ドラマの放送枠である。金曜深夜に編成していた枠には「ハリコレF」、水曜深夜に編成していた枠には「ハリコレW」というタイトルを付けて区別していた。ただし、前者は2009年4月10日までは番組表上に枠名表記が無かった。

## ハリコレF

### 編成時間
- 土曜 1:50 - 2:45（金曜深夜、2008年10月11日 - 2009年3月21日）

『4400 未知からの生還者』のみ。この期間は日清食品の一社提供。
- 土曜 2:20 - 3:15 （金曜深夜、2009年4月3日 - 2011年3月18日）

途中、休止期間あり。

### 放送作品
- 4400 未知からの生還者（2008年10月11日 - 2009年3月21日）
- NUMBERS 天才数学者の事件ファイル（2009年4月4日 - 2009年7月11日）
- グレイズ・アナトミー 恋の解剖学 シーズン2 （2009年10月3日 - 2010年3月13日）
- クリミナル・マインド FBI行動分析課（2010年4月3日 - 2010年9月18日）
- クリミナル・マインド シーズン2 （2010年10月9日 - 2011年3月19日）

## ハリコレW

### 編成時間
- 木曜 3:10 - 4:05（水曜深夜、2009年10月14日 - 2010年3月17日）

### 放送作品
- BONES シーズン2 （2009年10月14日 - 2010年3月17日）

シーズン1はTBSにて放送。